# Roger Baltimore
Roger Baltimore est un footballeur français né le 11 mai 1953 à Bouillante. Il est milieu offensif.

## Biographie
Roger Baltimore a joué 85 matchs et inscrit 5 buts en Division 1 avec le SCO Angers.